# Хорошее стягивающее дерево

Условия хорошего стягивающего дерева

Хорошее стягивающее дерево {\displaystyle T} вложенного планарного графа {\displaystyle G} — это корневое остовное дерево графа {\displaystyle G}, не принадлежащие дереву рёбра которого удовлетворяют следующим условиям:
- нет не принадлежащего дереву ребра {\displaystyle (u,v)}, в котором вершины {\displaystyle u} и {\displaystyle v} лежат на пути из корня дерева {\displaystyle T} в лист,
- рёбра, инцидентные вершине {\displaystyle v}, могут быть разбиты на три множества {\displaystyle X_{v},Y_{v}} и {\displaystyle Z_{v}}, где
  - {\displaystyle X_{v}} является множеством не принадлежащих дереву рёбер, они определяют красную зону
  - {\displaystyle Y_{v}} является множеством рёбер дерева, они являются детьми вершины {\displaystyle v}
  - {\displaystyle Z_{v}} является множеством не принадлежащих дереву рёбер, они определяют зелёную зону

## Формальное определение

Иллюстрация множеств рёбер и

## Формальное определение[1][2]
Пусть {\displaystyle G_{\phi }} будет планарным графом. Пусть {\displaystyle T} будет корневым стягивающим деревом графа {\displaystyle G_{\phi }}. Пусть {\displaystyle P(r,v)=(r=u_{1}),u_{2},\ldots ,(v=u_{k})} будет путём в {\displaystyle T} от корня {\displaystyle r} к вершине {\displaystyle v\neq r}. Путь {\displaystyle P(r,v)} делит детей  {\displaystyle u_{i}}, {\displaystyle (1\leqslant i<k)}, за исключением {\displaystyle u_{i+1}}, на две группы. Левую группу {\displaystyle L} и правую группу {\displaystyle R}. Дочерняя вершина {\displaystyle x} вершины {\displaystyle u_{i}} находится в группе {\displaystyle L}  и обозначается как {\displaystyle u_{i}^{L}}, если ребро {\displaystyle (u_{i},x)} появляется до ребра {\displaystyle (u_{i},u_{i+1})} при упорядочении по часовой стрелке рёбер, инцидентных {\displaystyle u_{i}}, если упорядочение начинается с {\displaystyle (u_{i},u_{i+1})}. Аналогично, дочерняя вершина {\displaystyle x} вершины {\displaystyle u_{i}} находится в группе {\displaystyle R} и обозначается как {\displaystyle u_{i}^{R}}, если ребро {\displaystyle (u_{i},x)} появляется после ребра {\displaystyle (u_{i},u_{i+1})} в упорядочении по часовой стрелке рёбер, инцидентных {\displaystyle u_{i}}, если упорядочение начинается с ребра {\displaystyle (u_{i},u_{i+1})}. Дерево {\displaystyle T}  называется хорошим стягивающим деревом графа {\displaystyle G_{\phi }}, если любая вершина {\displaystyle v} {\displaystyle (v\neq r)} графа {\displaystyle G_{\phi }} удовлетворяет двум условиям по отношению к {\displaystyle P(r,v)}.
- [Условие 1] {\displaystyle G_{\phi }} не содержит не принадлежащего дереву ребра {\displaystyle (v,u_{i})}, {\displaystyle i<k}
- [Условие 2] рёбра графа {\displaystyle G_{\phi }}, инцидентные вершине {\displaystyle v}, исключая {\displaystyle (u_{k-1},v)}, могут быть разбиты на три непересекающиеся (возможно пустых) множества {\displaystyle X_{v},Y_{v}} и {\displaystyle Z_{v}}, удовлетворяющих условиям (a)-(c)
  - (a) Каждое из множеств {\displaystyle X_{v}} и {\displaystyle Z_{v}} является множеством не принадлежащих дереву рёбер, а {\displaystyle Y_{v}} является множеством рёбер дерева.
  - (b) Рёбра множеств {\displaystyle X_{v}}, {\displaystyle Y_{v}} и {\displaystyle Z_{v}} появляются по часовой стрелке в этом порядке от ребра {\displaystyle (u_{k-1},v)}.
  - (c) Для каждого ребра {\displaystyle (v,v')\in X_{v}}, {\displaystyle v'} содержится в {\displaystyle T_{u_{i}^{L}}} {\displaystyle i<k}, а для каждого ребра {\displaystyle (v,v')\in Z_{v}}, {\displaystyle v'} содержится в {\displaystyle T_{u_{i}^{R}}} {\displaystyle i<k}.Планарный граф {\displaystyle G_{\phi }} (сверху), хорошее стягивающее дерево {\displaystyle T} графа {\displaystyle G_{\phi }} (внизу), сплошные рёбра являются частями хорошего стягивающего дерева, а пунктирные рёбра не принадлежат дереву  {\displaystyle T}.

Планарный граф (сверху), хорошее стягивающее дерево графа (внизу), сплошные рёбра являются частями хорошего стягивающего дерева, а пунктирные рёбра не принадлежат дереву.

## Приложения
Применяется в мнототонном рисовании графов и в прямоугольном представлении графов.

## Поиск хорошего стягивающего дерева
Любой планарный граф {\displaystyle G} имеет вложение  {\displaystyle G_{\phi }}, такое, что {\displaystyle G_{\phi }} содержит хорошее стягивающее дерево. Хорошее стягивающее дерево и подходящее вложение могут быть найдены для графа {\displaystyle G} за линейное время. Не все вложения графа {\displaystyle G} содержат хорошее стягивающее дерево.